# نور الدين الهيثمي
أبو الحسن نور الدين علي بن أبي بكر بن سليمان الهيثمي (735 هـ - 1335 / 807 هـ - 1405) عالم من علماء الحديث النبوي، ومؤلف كتاب مجمع الزوائد ومنبع الفوائد.

## مولده ونشأته
ولد في شهر رجب سنة 735 هـ، صحب الشيخ زين الدين العراقي وهو صغير، فسمع معه من ابتداء طلبه على: أبي الفتوح الميدومي، وابن الملوك، وابن القطرواني وغيرهم من المصريين، وسمع من: ابن الخباز، وابن الحموي، وابن قيم الضيائية وغيرهم من الشاميين. ثم رحل مع الشيخ زين الدين العراقي جميع رحلاته، وحج معه جميع حجاته، ولم يكن يفارقه حضراً ولا سفراً، وتزوج ابنته، وتخرّج به في الحديث، وقرأ عليه أكثر تصانيفه، وكتب عنه جميع مجالس إملائه. أشهر تلاميذه الحافظ ابن حجر العسقلاني، وابن فهد المكي برهان الدين أبو الوفا إبراهيم بن محمد بن خليل المعروف بـ سبط ابن العجمي.

## ثناء العلماء عليه
- قال الحافظ ابن حجر العسقلاني: «وصار كثير الاستحضار للمتون جداً لكثرة الممارسة، وكان هيناً ليناً خيراً ديناً محباً في أهل الخير، لا يسأم ولا يضجر، من خدمة الشيخ وكتابة الحديث، وكان سليم الفطرة، كثير الخير، كثير الاحتمال للأذى خصوصاً من جماعة الشيخ».
- قال التقي الفاسي: «كان كثير الحفظ للمتون والآثار صالحاً خيِّراً».
- قال الأقفهسي :«كان إماماً عالماً حافظاً زاهداً متواضعاً متودداً إلى الناس ذا عبادة وورع».
- قال السخاوي: «كان عجباً في الدين والتقوى والزهد والإقبال على العلم والعبادة والأوراد وخدمة الشيخ وعدم مخالطة الناس في شيء من الأمور والمحبة في الحديث وأهله».[5]

## كُتُبه
كان الهيثمي غزير الحفظ والتأليف، ومما ألفه من كتب:
- البدر المنير في زوائد المعجم الكبير.
- بغية الباحث عن زوائد الحارث.
- ترتيب الثقات لابن حبان.
- ترتيب الثقات للعجلي.
- تقريب البغية في ترتيب أحاديث الحلية.
- زوائد ابن ماجة على الكتب الخمسة .
- غاية المقصد في زوائد أحمد .
- كشف الأستار عن زوائد البزار.
- مجمع البحرين في زوائد المعجمين: (الأوسط والصغير).
- مجمع الزوائد ومنبع الفوائد.
- المقصد الأعلى في زوائد أبي يعلى.
- موار الظمآن لزوائد ابن حبان.